# S/2022 J 3
S/2022 J 3 är en av Jupiters månar. Den upptäcktes år 2022 av Scott S. Sheppard. S/2022 J 3 är cirka 1 kilometer i diameter och roterar kring Jupiter på ett avstånd av cirka 20 968 000 kilometer.
S/2022 J 3 har ännu inte fått något officiellt namn.